# Хлеб и Воля (группа)
«Хлеб и Воля» (Хлебовольцы) — группа анархистов-коммунистов, оказавшая большое влияние на революционное движение в России.

## История создания
Предтечей группы «Хлеб и Воля» была «Группа русских анархистов за границей», основанная 1900 г. в Женеве российскими анархистами-эмигрантами. Организация призывала к свержению самодержавия и социальной революции. Её лидерами были Мендель Дайнов, Георгий и Лидия Гогелия (Л. В. Иконникова).
В 1903 г. Супруги Гогелия в Женеве создали группу анархистов-коммунистов «Хлеб и воля». «Хлебовольцам», при поддержке П. А. Кропоткина, М. И. Гольдсмит и В. Н. Черкезова удалось в том же году организовать издание первого российского анархического печатного органа за границей — газеты «Хлеб и воля».
В 1904 и в первые месяцы революции 1905 г. почти все анархистские группы состояли из последователей теории анархистов-коммунистов (хлебовольцев).

## Методы борьбы
На первом съезде в Лондоне (декабрь 1904 г.) были намечены стратегические и тактические задачи хлебовольцев в революции: «социальная революция, то есть полное уничтожение капитализма и государства и замена их анархическим коммунизмом». Началом революции должна была явиться всеобщая стачка обездоленных в городах и в деревнях. Главными методами анархистской борьбы в России должно стать «восстание и прямое нападение, как массовое, так и личное, на угнетателей и эксплуататоров».
Формой организации анархистов должно было быть «добровольное соглашение личностей в группы и групп между собою». Хлебовольцы категорически отвергли возможность сотрудничества и вхождения анархистов в другие революционные партии России, так как это противоречило бы анархическим принципам. Поэтому на съезде Кропоткин впервые выдвинул идею о необходимости создания в России отдельной и самостоятельной анархической партии.
На II съезде в Лондоне (17-18 сентября 1906 г.) Кропоткиным была написана резолюция, в которой давалась оценка и раскрывался характер революции, уточнялись задачи анархистов. В резолюции выражалось резко отрицательное отношение анархистов к возможности работы в таких учреждениях, как Государственная дума и Учредительное собрание. Из всех методов революционной борьбы анархисты предпочитали немедленные и разрушительные действия масс. В резолюции «Об актах личного и коллективного протеста» (автор В. И. Федоров-Забрежнев) участники съезда подтвердили право анархистов на совершение террористических актов лишь в целях самозащиты. Вместе с тем «идейные» анархисты отвергли роль террора как средства для изменения существующего строя.

## Теоретические основы
Основные принципы хлебовольцев:
- Всякое государство не только бесполезно, но и вредно.
- Создание антигосударственного коммунистического общества.
- Преобразование общества в духе коммунизма.
- Цели анархистов могут быть достигнуты только при помощи социальной революции, которая совершенно разрушит капитализм и государственный строй, его поддерживающий и никак более.
- Анархисты не признают никаких промежуточных этапов.
- Всеобщая забастовка в городах и деревнях, которая должна быть сигналом для политической и коммунистической революции.
- Единство анархистского движения должно быть достигнуто объединением одинаково мыслящих идейных групп, которые свободны в любой момент расстаться при наличии разногласий.

## Будущее общество
После освобожденния от царизма общество хлебовольцы видели общество, созданное по модели анархо-коммунизма: союз или федерацию вольных общин (коммун), объединённых свободным договором. Личность получит неограниченные возможности для развития. Первой задачей после победы революции анархо-коммунисты считали экспроприацию всего, что служило эксплуатации. Они считали, что достигнутый максимум свободы личности приведет к максимальному экономическому расцвету общества, так как свободный труд приведет к повышению производительности. Децентрализованная промышленность, прямой продуктообмен, интеграция труда, соединение умственного и физического труда, введение производственно-технической системы обучения и аграрные реформы идеала хлебовольцев описаны описаны в книге Кропоткина «Хлеб и Воля».